# Giotto Maraghini
Giotto Maraghini Garrone (Sanremo, 16 novembre 1882 – Roma, 10 aprile 1946) è stato un ammiraglio italiano, che fu Presidente del Consiglio Superiore di Marina e del Comitato di Coordinamento dei Progetti Tecnici durante la fase iniziale della seconda guerra mondiale.
Il 15 aprile 1943 divenne Comandante in capo del Dipartimento militare marittimo de La Spezia, ricoprendo tale incarico anche durante i giorni della firma dell'armistizio dell'8 settembre 1943 in cui diede disposizioni affinché le navi che si trovavano nell'impossibilità di salpare fossero autoaffondate o distrutte.

## Biografia
Nacque a Sanremo (provincia di Imperia) il 16 novembre 1882, figlio di Edoardo, preside del Liceo di Vercelli, venendo ammesso a frequentare la Regia Accademia Navale di Livorno nel 1899, da cui uscì con il grado di guardiamarina nel 1902. Effettuò numerosi imbarchi tra cui uno sull’incrociatore corazzato Giuseppe Garibaldi e, dopo aver assunto il comando della cannoniera Volturno con il grado di tenente di vascello, passò a bordo dell’incrociatore corazzato Pisa, sul quale prese parte alla guerra italo turca (1911-1912) venendo decorato con la Croce di guerra al valor militare per essersi distinto al comando di una compagnia da sbarco a Tobruch e a Derna.
Durante la prima guerra mondiale fu imbarcato su sommergibili, dapprima come ufficiale in seconda a bordo dell’Atropo, di cui poi assunse il comando affondando un piroscafo nemico, e quindi come comandante dell'H.7. Al termine del conflitto risultava decorato di due Medaglie d'argento al valor militare e con la Croce al merito di guerra. Promosso capitano di corvetta per meriti di guerra nel corso del 1918, continuò a prestare servizio sui sommergibili anche nel dopoguerra, tra cui il Sebastiano Veniero e il Luigi Galvani, fino al 1923 quando si imbarcò come Sottocapo di stato maggiore del comando in capo dell’Armata Navale sulla nave da battaglia Conte di Cavour, venendo promosso capitano di fregata nel 1924. Trasferito a Monfalcone per seguire l'allestimento dei nuovi sommergibili classe Vettor Pisani (comandando il Des Geneys nell'estate 1929), tra il 1929 e il 1931 ricoprì la carica di Capo di stato maggiore del comando sommergibili, e promosso capitano di vascello nel 1930 assunse il comando dell’incrociatore pesante Gorizia. Ricoprì poi gli incarichi di comandante della difesa della base navale de La Spezia e di comandante della piazza marittima di Brindisi.
Promosso contrammiraglio nel 1934 e ammiraglio di divisione nel 1936, comandò i sommergibili e, tra il 1937 e il 1938, comandò la 3ª Divisione navale innalzando la sua insegna sull’incrociatore pesante Trieste e poi l’8ª Divisione con insegna sull'incrociatore leggero Luigi di Savoia Duca degli Abruzzi. Fu direttore generale del personale e dei servizi militari e scientifici dal 1938 al 1939, e promosso ammiraglio di squadra nel 1941 fu presidente del Consiglio superiore di Marina e del comitato di coordinamento dei progetti tecnici. Il 15 aprile 1943 divenne Comandante in capo del Dipartimento militare marittimo de La Spezia. Alla proclamazione dell'armistizio dell'8 settembre 1943 diede disposizioni affinche le navi che si trovavano nell'impossibilità di salpare fossero autoaffondate o distrutte. Rimase in territorio occupato dai tedeschi fino al 4 giugno 1944, quando si presentò a Roma al Ministero della Marina venendo assegnato al Gabinetto del ministro, dove rimase a disposizione fino al 16 novembre 1945 quando fu posto in ausiliaria per raggiunti limiti di età.
Si spense a Roma il 10 aprile 1946.

## Pubblicazioni
- Il sommergibile Atropo, edizioni Ardita, Roma, 1934.

### Annotazioni
1. ↑  Contemporaneamente ricoprì anche l'incarico Capo di stato maggiore della 2ª Divisione navale nel periodo 1932-1933.
2. ↑  Lavorò anche alla direzione del personale e all’ispettorato nuove costruzioni del Ministero della Marina.

### Fonti
1. 1 2 3 4 5 6 7 8 9  Alberini, Prosperini 2015, p. 325.
2. ↑  Nel comando militare marittimo, in Il giornale di Brindisi n.52, 28 dicembre 1933, pag.3.
3. ↑  Pettibone 2010, p. 40 , al posto dell'ammiraglio Romeo Bernotti.
4. ↑  Marco Patricelli, Settembre 1943: I giorni della vergogna, Giuseppe Laterza & Figli, Bari, 2014, isbn=8-85811-385-3.